# Varistaival

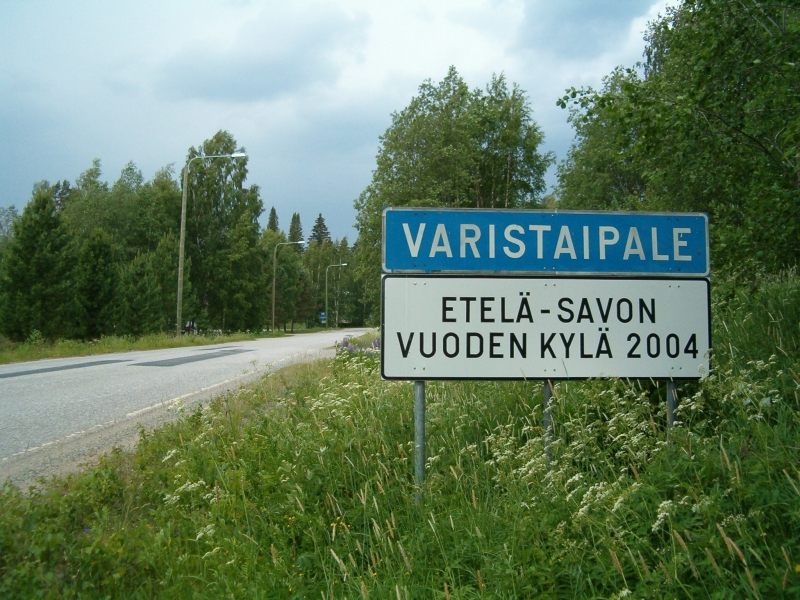
Vägskylt som informerar om att Varistaival valdes till årets by i Södra Savolax år 2004.

Varistaival (fi. Varistaipale) är en by i  norra Heinävesi kommun i Norra Karelen. Byn har 100 invånare (2011). Varistaival ligger cirka 5 kilometer norr om byn Karvio och cirka 12 kilometer från Heinävesi kyrkby. Byn är känd för Varistaival kanal som är Finlands högsta och den enda i landet med fyra slussar, den byggdes 1911–1913. Vid kanalen finns ett museum.
Varistaival utsågs till årets by i Södra Savolax år 2004.